# Vacancy Labour
Vacancy Labour var ett band från Linköping som spelade en form av indierock.
Vacancy Labour bildades 2007 men större delen av bandet hade spelat i olika konstellationer sedan 2004. År 2011 ställde bandet upp i en rikstäckande musiktävling där man vann distriktstävlingen i Östergötland och kom delad tionde plats i riksfinalen. År 2012 släppte bandet ett studioinspelat album med 15 spår.

## Tidigare medlemmar
- Martin Nyman - Sång, akustisk gitarr och kompgitarr (2007-2016)
- Sebastian Alfredsson - Elgitarr (2007-2016)
- Victor Klint - Trummor, körsång (2007-2016)
- Fredrik Nyman - Keyboard och körsång (2008-2016)

## Diskografi
- 2012 – Sakura, Sakura (Album)
- 2015 – Walpurgis Night (Singel)